# Podedwórze
Podedwórze è un comune rurale polacco del distretto di Parczew, nel voivodato di Lublino.
Ricopre una superficie di 107,2 km² e nel 2004 contava 1 906 abitanti.